# Искусственная деформация черепа
Искусственная деформация черепа — разновидность модификации тела человека, при которой череп намеренно деформируется. Она осуществляется путем искажения нормального роста черепа ребёнка при помощи продолжительного применения механического воздействия. В результате, как правило, получаются черепа уплощённой, вытянутой, округлой или конусовидной формы.
Обычай искусственной деформации черепа предшествует письменной истории, он практиковался во множестве культур, отдалённых друг от друга и географически, и хронологически. О его наличии свидетельствуют такие археологические находки, как скульптурные изображения, настенные росписи, монеты, геммы-печати. Археолого-антропологические раскопки курганов, некрополей дают многочисленные останки людей с искусственно деформированными черепами. Эта традиция бытовала не только в далекие исторические эпохи, но и в сравнительно недавнее время, а в нескольких регионах она существует и поныне, например в Вануату.
Первое письменное упоминание о деформации черепа относится к V-IV вв. до нашей эры, которое приводит Гиппократ, говоря о длинноголовом племени, макроцефалах, и об их практике изменения формы черепа.
К одним из самых ранних обнаруженных образцов относятся черепа культуры докерамического неолита A (10 — 9 тыс. до н. э.), обнаруженные в пещере Шанидар в Ираке, а также некоторых неолитических культур в Передней Азии.

## Распространение

### Евразия

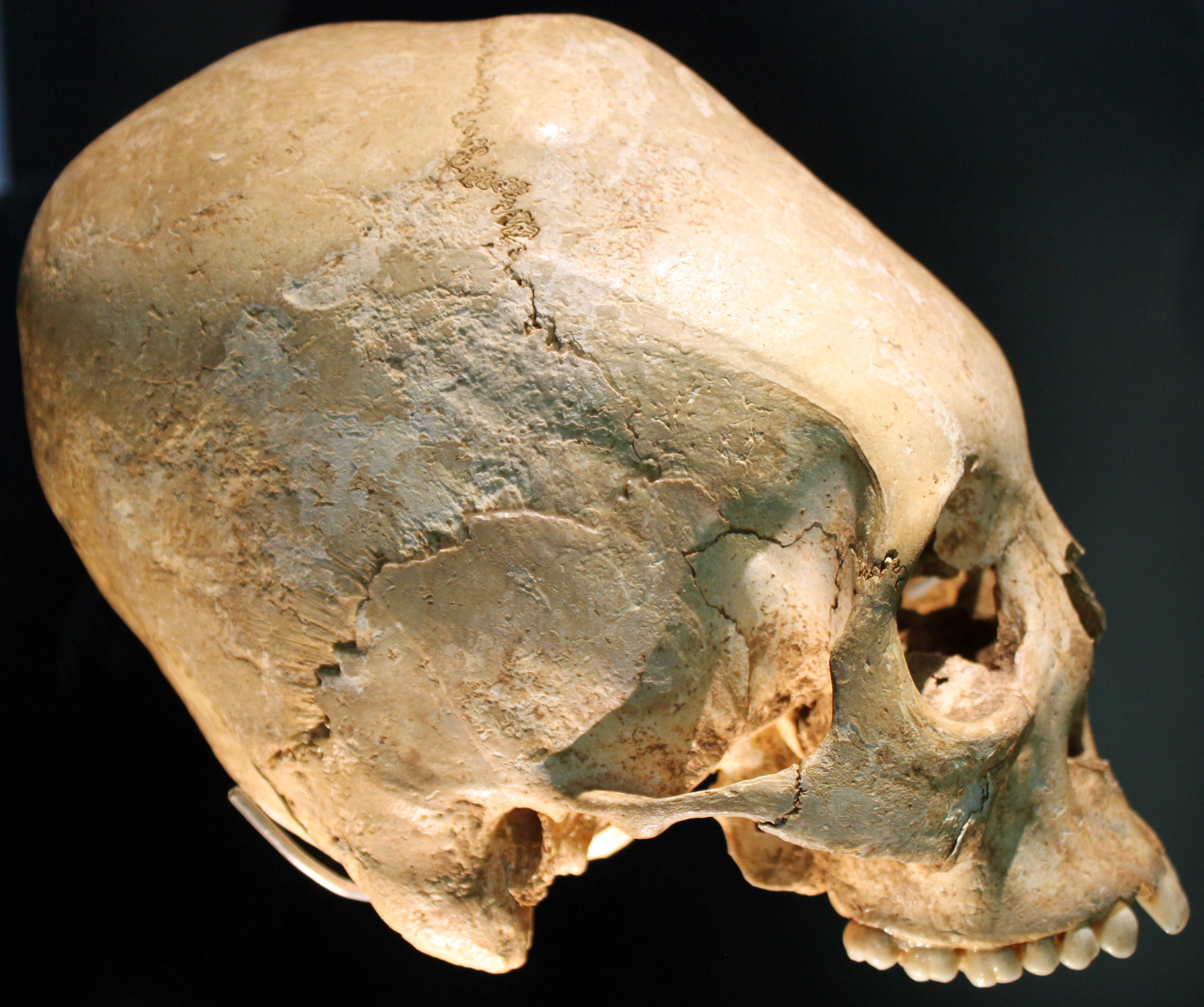
Череп из Национального музея Вюртемберга, начало VI века, алеманнская культура

Вытянутый череп молодой женщины, предположительно, из алан

Ранние археологические находки и свидетельства
В Евразии обычай деформировать форму черепа, по-видимому, возник у ранних земледельцев в области Плодородного полумесяца в эпоху неолита около 9000 лет назад и был связан с идеей плодородия. Далее неолитические культуры расширяют географию: скотоводы расселяются в степном поясе Евразии. В эпоху бронзы, III—II тысячелетие до нашей эры, у скотоводов археологи также обнаруживают деформацию головы. Традиция изменения формы черепа очень характерна для сарматов (в особенности поздних), которые расселяются на большой территории, и была распространена у близкого им народа аланов; гунны также практикуют деформацию черепа. Во время Великого переселения народов вместе с этими и другими народами обычай искусственной деформации черепа распространяется на Центральную и Западную Европу, где ранее он не встречался. В поздней античности (300—600 гг.) этот обычай переняли восточно-германские племена — гепиды, остготы, герулы, ругии, бургундцы — которыми правили гунны. В готских могильниках Крыма тоже обнаруживается искусственная деформация головы. У западно-германских племён она почти не встречается. Перемещение гуннов затронуло и Приаралье, многочисленные находки свидетельствуют о распространении там искусственной деформации головы.
На постсоветском пространстве древнейшие деформированные черепа относятся ко II тысячелетию до н. э., они обнаруживаются в погребениях катакомбной культуры эпохи бронзы и локализованы в южнорусских степях. Затем наступает перерыв: в погребениях I тысячелетия до н. э. искусственная деформация не встречается. Второй период находок относится к раннему средневековью (первая половина I тысячелетия н. э.), в котором наблюдается яркий расцвет этой традиции, через некоторое время снова отмирающей. Первые находки искусственно деформированных черепов были сделаны Дюбрюксом в 1826 году в некрополях Боспора Киммерийского, в районе Керчи. Деформированные черепа находят в Центральной Азии, Сибири, Закавказье, Северном Кавказе, Юге России, Поволжье, Крыму. Для севера бывшего СССР известны только изолированные находки. Захоронения сарматов с деформированными черепами были обнаружены в Аркаиме.
Среди народов Передней Азии хетты (1600—1100 гг. до н. э.) и финикийцы изображались с деформированными черепами. Изображения и другие археологические находки, включая черепа, свидетельствуют о распространении обычая на территории современных Сирии и Ливана. На юго-востоке Азии, возможно, эфталиты (белые гунны) практиковали изменение формы черепа. Существуют свидетельства о распространении искусственной деформации на северо-западе Китая в 2000 до н. э. Изображения, скульптуры легендарных личностей Китая (Хуан-ди, Лао-Цзы) имеют голову необычной формы. Население Шаньси и Хэнань, которое после падения династии Цинь ушло на юго-восток Кореи, практиковало деформацию головы. В других частях Кореи также было зафиксирован этот обычай. В китайских средневековых хрониках описана деформация черепа у народов Восточного Туркестана.
Более поздние свидетельства
Во Франции деформация черепа спорадически встречалась вплоть до начала XX века. Она была широко распространена и существовала в большинстве департаментов с преобладанием в северной и западной части страны. Результаты деформации разнились по регионам так, что по форме головы можно было судить о месте происхождения человека. Один из наиболее распространённых типов деформации — «тулузская деформация» (фр. déformation toulousaine) — получил своё название от города Тулуза, где он встречался. По-видимому, изменение формы черепа во Франции не было преднамеренным, как в более ранних европейских культурах, а являлось следствием старинных медицинских практик у французских крестьян. По одной из них голову ребёнка после рождения надлежало на некоторое время туго обмотать лентами бандо (фр. bandeau) для защиты от ударов и несчастных случаев. Многие современники, наблюдавшие деформации, жалели этих людей, считая, что у тех был сниженный уровень интеллекта. Известная французская женщина-математик Софи Жермен имела тулузскую деформацию, слепок её головы хранится в Музее человека в Париже.
На севере Италии в XVI веке существовала традиция деформировать череп сжатием. В итальянской аристократической династии Эсте голову новорожденных из королевского рода туго обматывали лентами «бандо» для достижения вытянутой назад формы. Портреты представителей этого рода XV века, Джиневры д’Эсте и Лионелло д’Эсте, демонстрируют результат модификации головы.

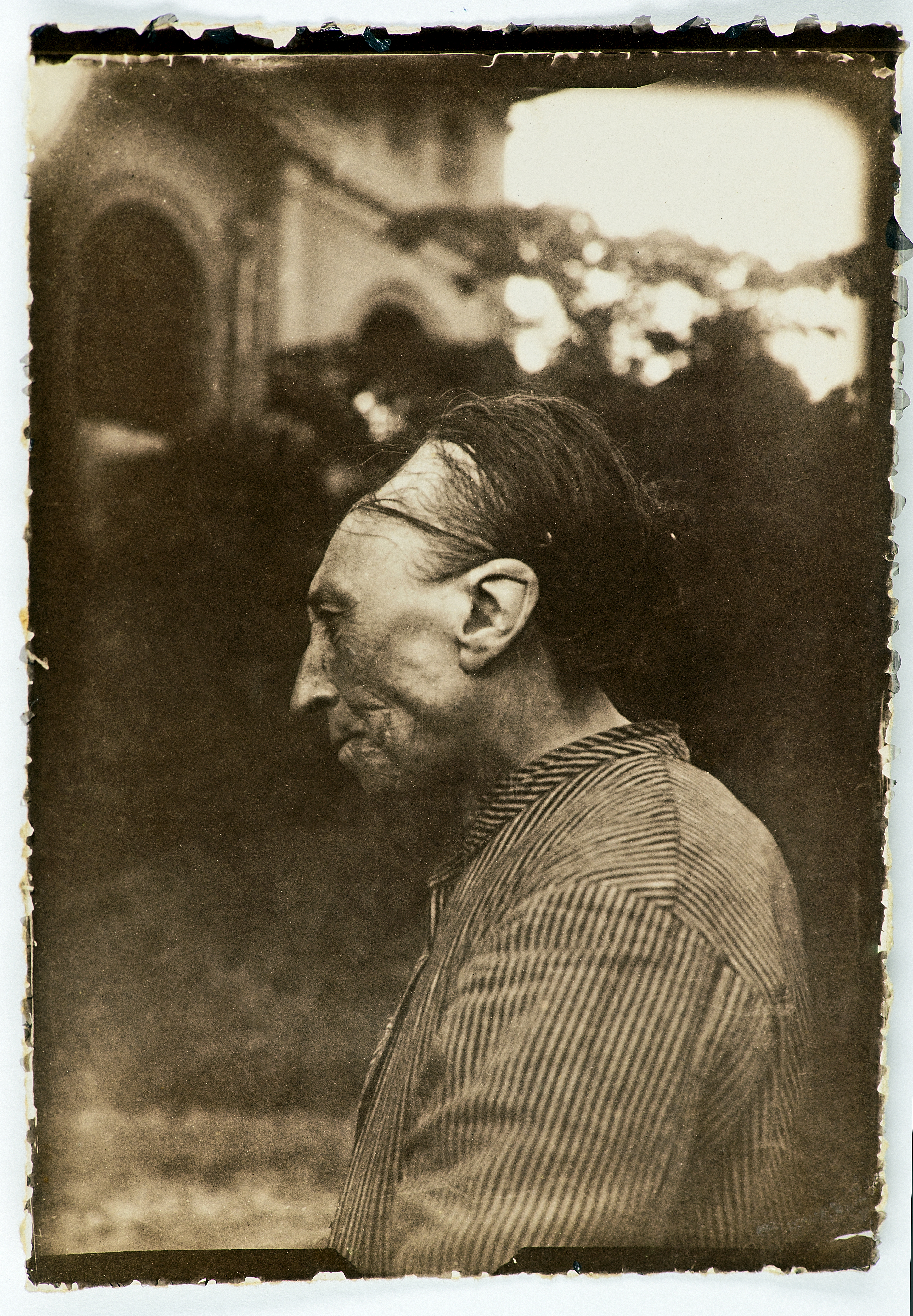
Тулузская деформация черепа. Для изменения формы используется лента, которую видно на фотографии
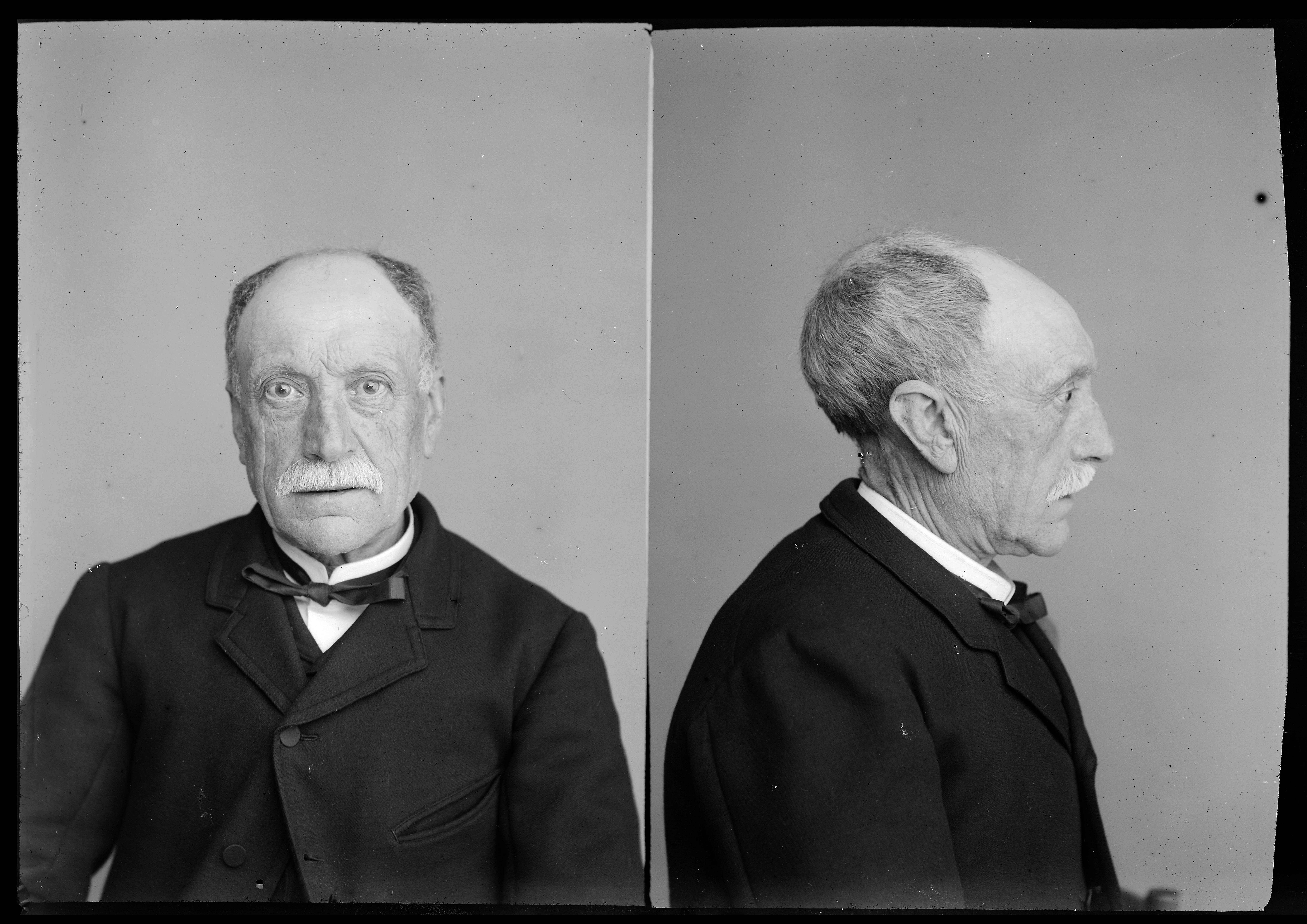
Тулузская деформация черепа
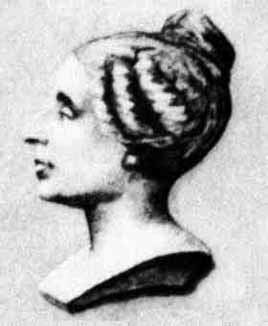
Профиль Софи Жермен
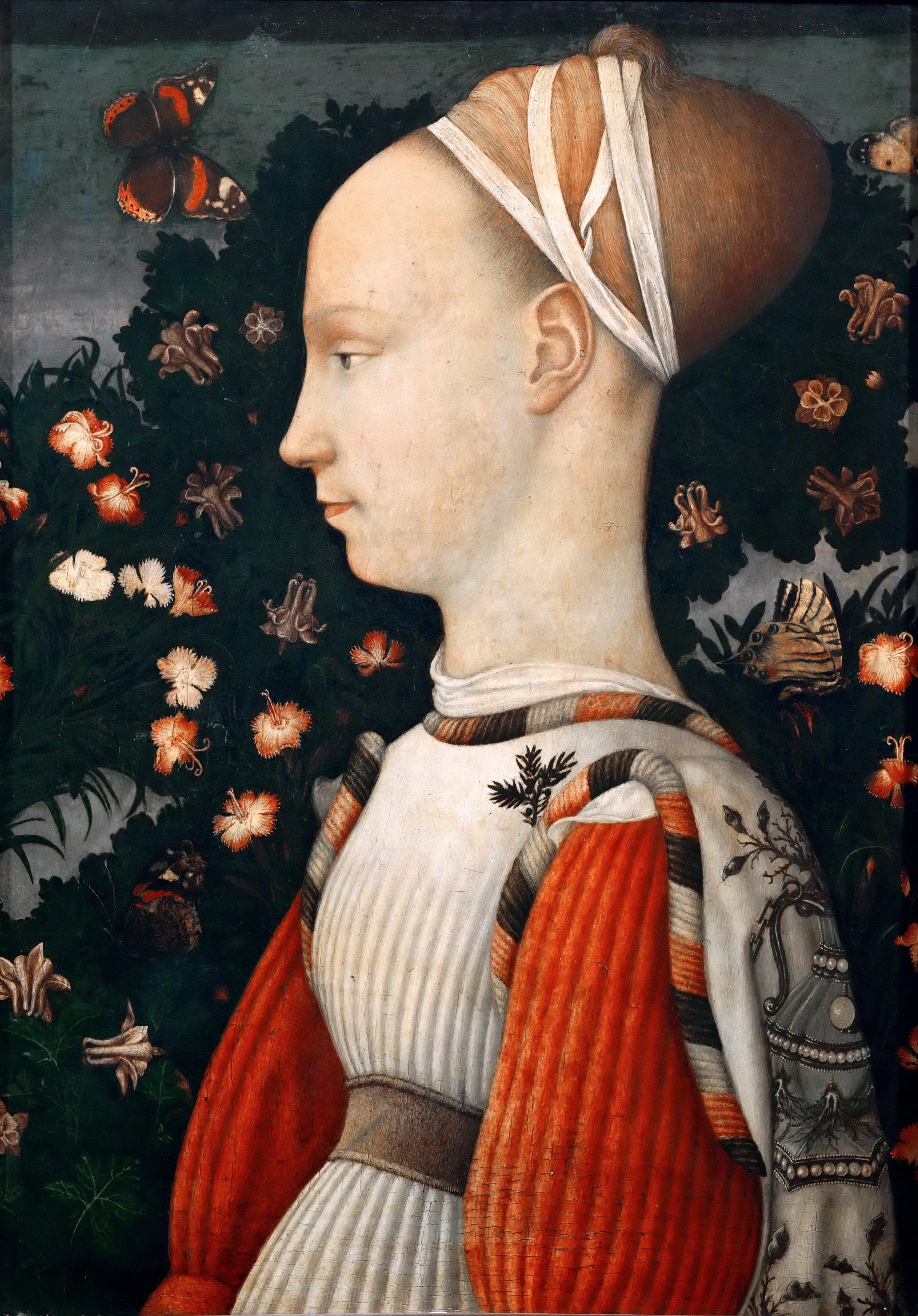
Портрет Джиневры д’Эсте

В Восточной Европе XVIII—XIX вв. эта традиция также существовала. Описан обычай изменения формы головы в Польше, в регионе Витебска в Белоруссии, у абхазов, армян, осетин. Армяне, греки, евреи в Тбилиси практиковали искусственную деформацию черепа, представление о которой дают фотографии этнографа Лушана и французского учёного Шантра, об этом сообщает Густав Радде. Натуралист Петер Паллас был очевидцем последних «макрокефалов» в Кикенеизе, Лименах и Симеизе в Крыму. В Северной Европе XIX века эта традиция была у саамов.
В целом обычай обматывания головы младенцев в Европе в XX веке вымирал, но преобладал во Франции, а также встречался в некоторых районах запада России, на Кавказе и в Скандинавии:46.
В Туркмении в 40-х годах XX века форму черепа изменяли определённые этно-территориальные группы туркмен. Это отмечает советский антрополог М. Г. Левин, он описывает обычай тугого пеленания головы у детей. Мальчики носили эти повязки до 5 лет, а девочки снимали их только в подростковом возрасте. Эта традиция существовала в Афганистане в XX веке у таджиков, а также и малых этнографических групп, джемшиды и хазара, в районе Герата. Археологические находки и свидетельства современников говорят об обычае деформации черепа в Узбекистане XVII—XIX вв. в окрестностях Бухары.
На юго-востоке Азии в конце XIX — начале XX вв. традиции изменения формы черепа зафиксированы в некоторых регионах Индии (Балуджистан, Пенджаб, Нилгири), в Китае — среди маньчжуров.

### Африка
В Африке наиболее ранние находки деформированных черепов относятся к VI веку н. э. В Древнем Египте во времена XVIII династии, с момента правления Эхнатона, некоторые члены царских семей изображались с необычайно вытянутыми головами, но что именно за этим стоит доподлинно не известно: изобразительная традиция или действительно деформированные черепа. Деформированные черепа этого же периода истории находят на Крите, с которым Египет в то время имел живые торговые, политические и культурные отношения. В XIX веке обычай деформации головы встречался в Алжире, Тунисе, Камеруне, Нигерии, в регионе вокруг озера Чад, у народа Ашанти. Известно о распространении этой традиции на Мадагаскаре. До середины XX века она практиковалась в племени мангбету в Бельгийском Конго. О деформации черепа на юге Африки достоверных данных нет.

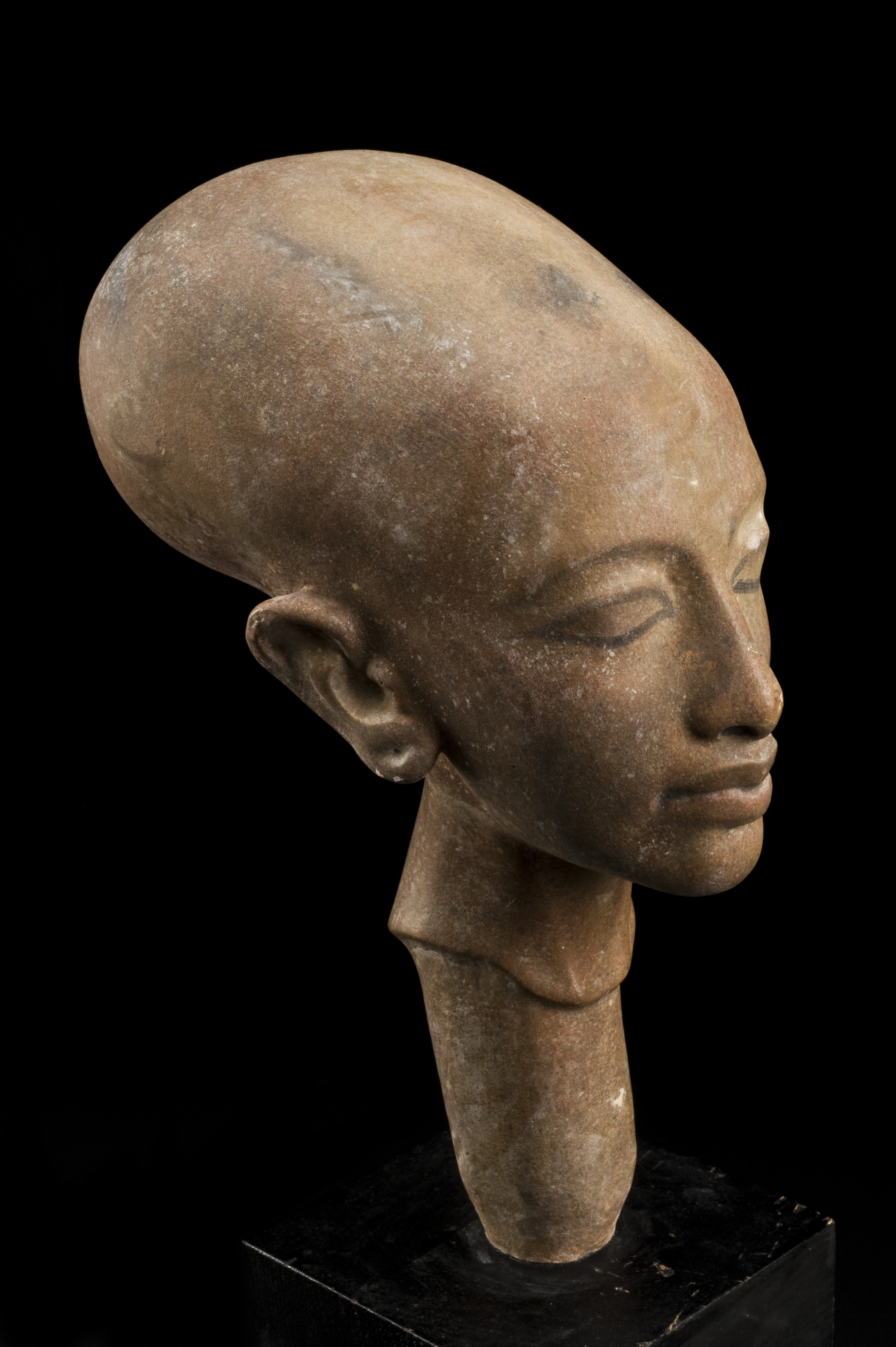
Египетская статуя
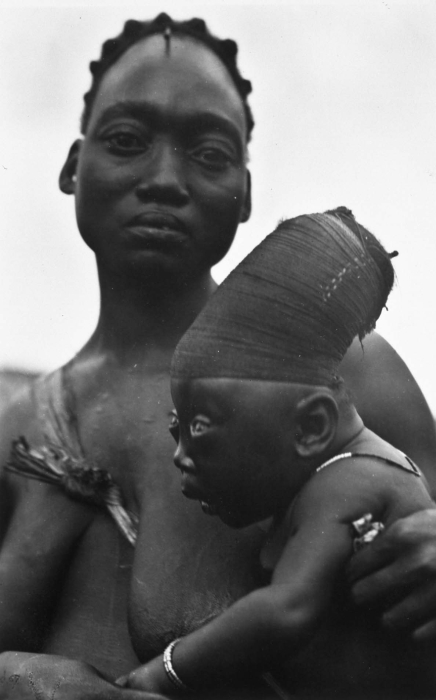
Племя Мангбету
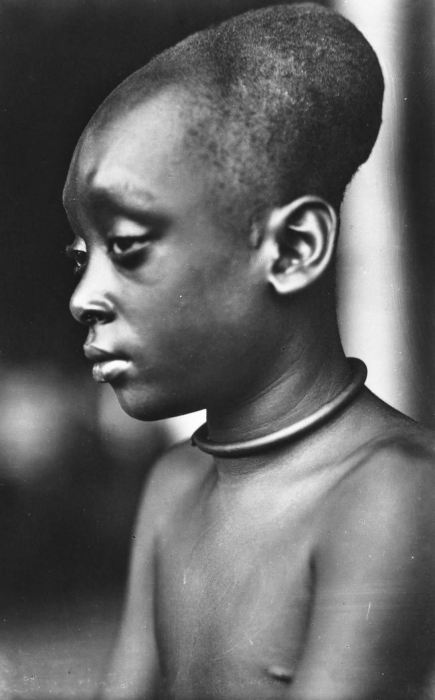
Племя Мангбету

### Америка
На американском континенте этот обычай был распространён достаточно широко. В Южной Америке он встречается в основном у древних индейцев, населявших территории сегодняшних Перу и Чили, это культуры Паракас, Наска, инки и другие. В Мезоамерике — у древних майя. В Северной Америке также существовали некоторые племена индейцев, прибегавшие к модификации формы головы. Наиболее известны в этом отношении индейцы чинуки, которые населяли территорию нынешнего северо-запада США, и у чокто на юго-востоке. Племя флатхедов, или плоскоголовых, на самом деле, не практиковало деформацию черепа, и было так названо только для того, чтобы отличать их от племени салишан, которое использовало модификацию черепа для получения более круглой формы головы. Другие же племена, в том числе чокто, чехалис, нуксак, деформировали череп, привязывая голову ребенка к колыбели.

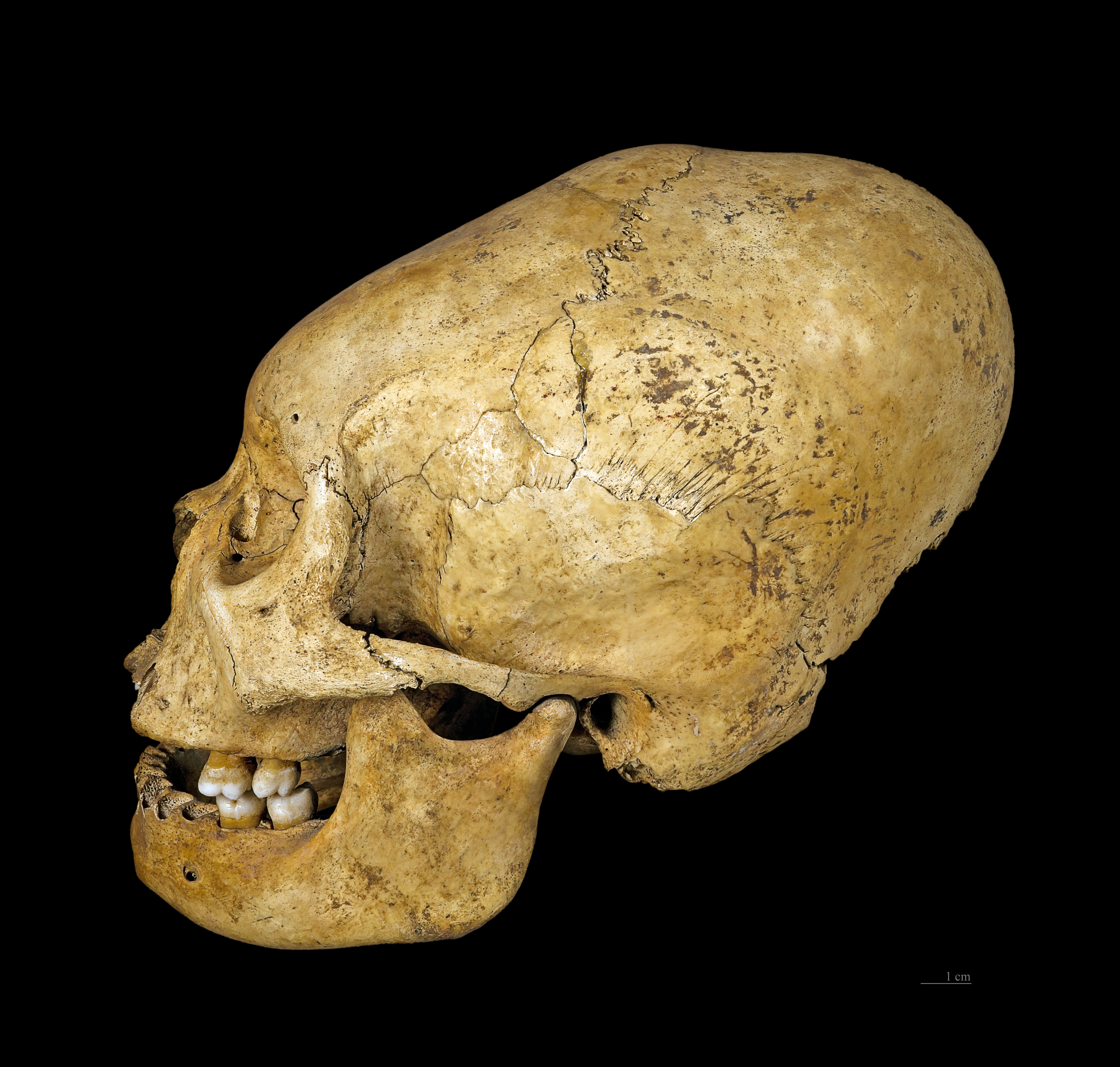
Череп из культуры прото-Наска, 200—100 гг. до н. э.
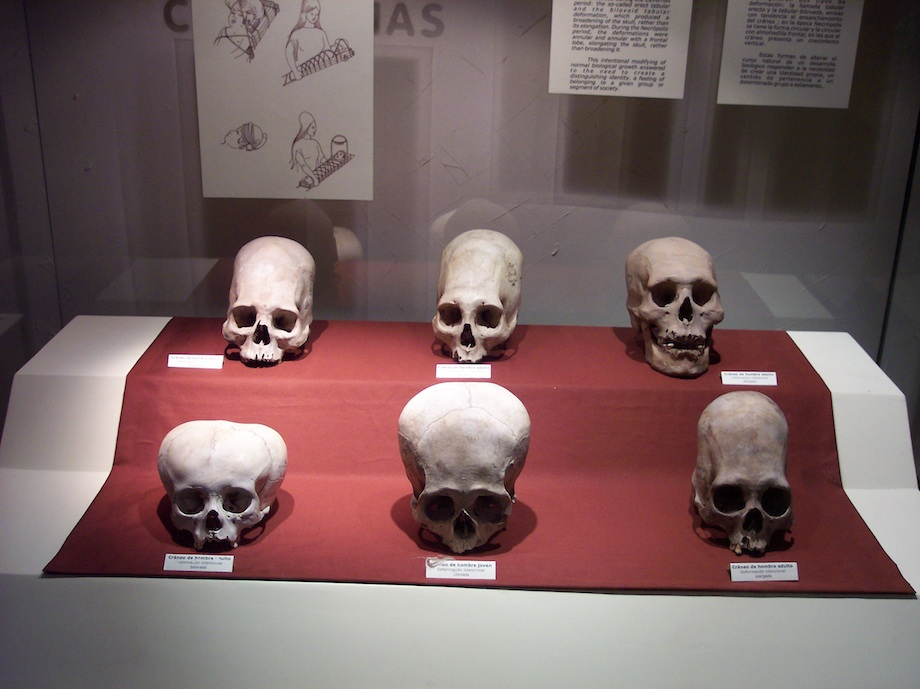
Черепа из культуры Паракас
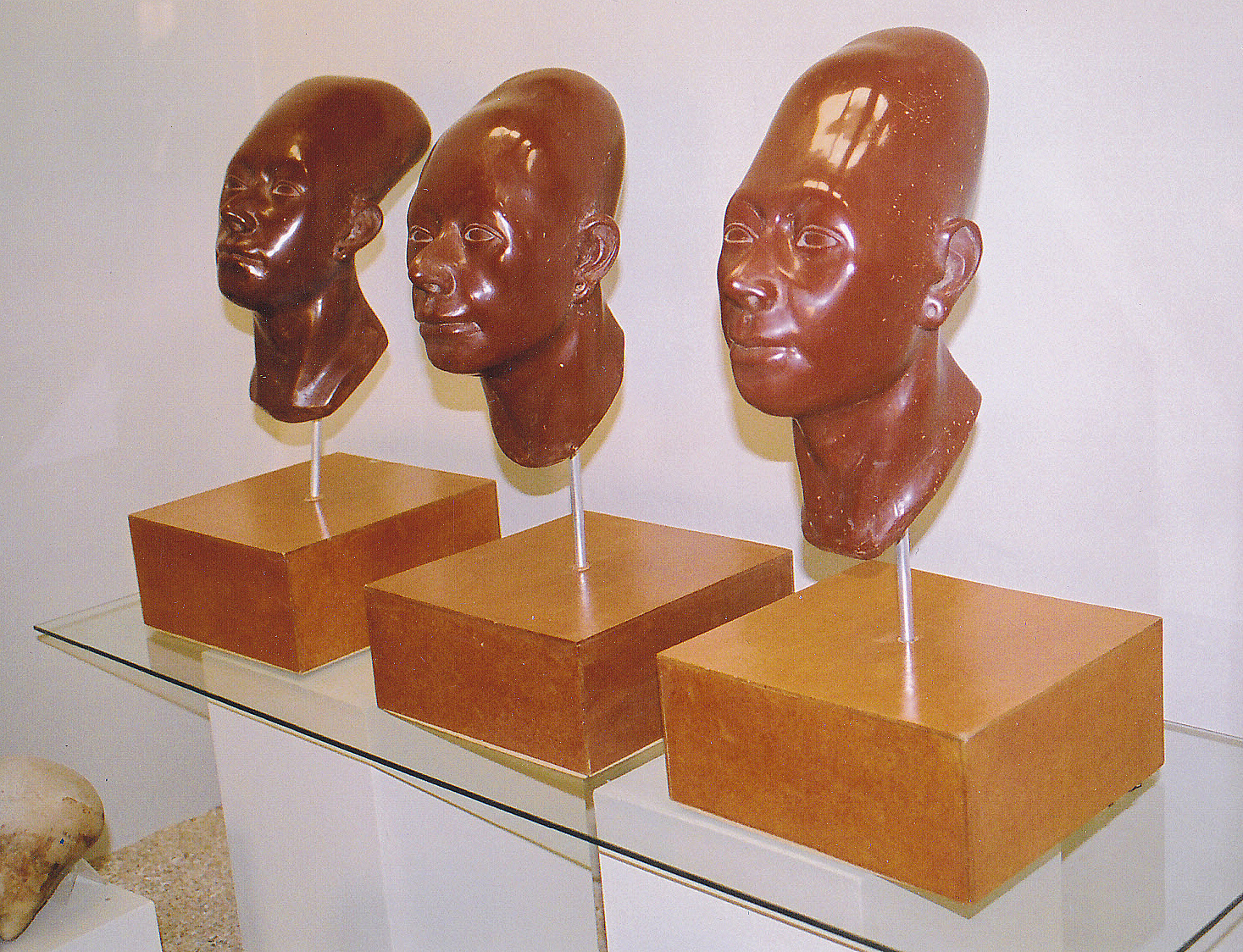
Реконструкция облика инков с удлинёнными черепами

### Другие регионы
Деформация черепа практиковалась у племени лукаянов, жившем на Багамских островах, а также известна среди аборигенов Австралии.
Этнолог Фридрих Ратцель сообщал в 1896 году, что деформация черепа, в виде сплющивания или удлинения, была обнаружена в единичных случаях на Таити, Самоа, Гавайи и Туамоту и чаще всего встречалась на Малликолло (англ. Mallicollo) в Новых Гебридах (сейчас Малекула, Вануату), где череп сжимали до необычайно плоской формы.

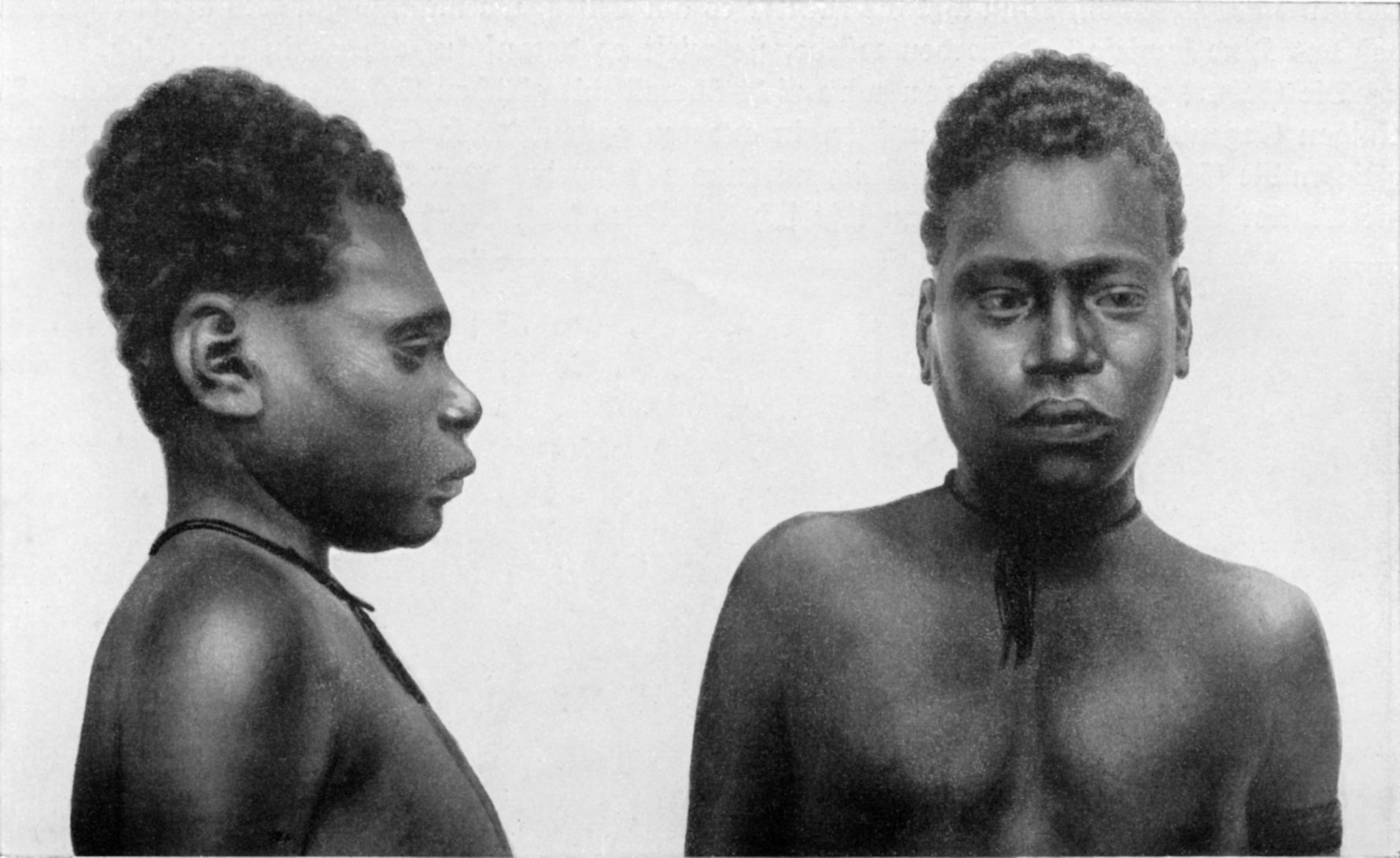
Мужчина с деформированным черепом. Новая Британия, Папуа — Новая Гвинея, начало 1900-х
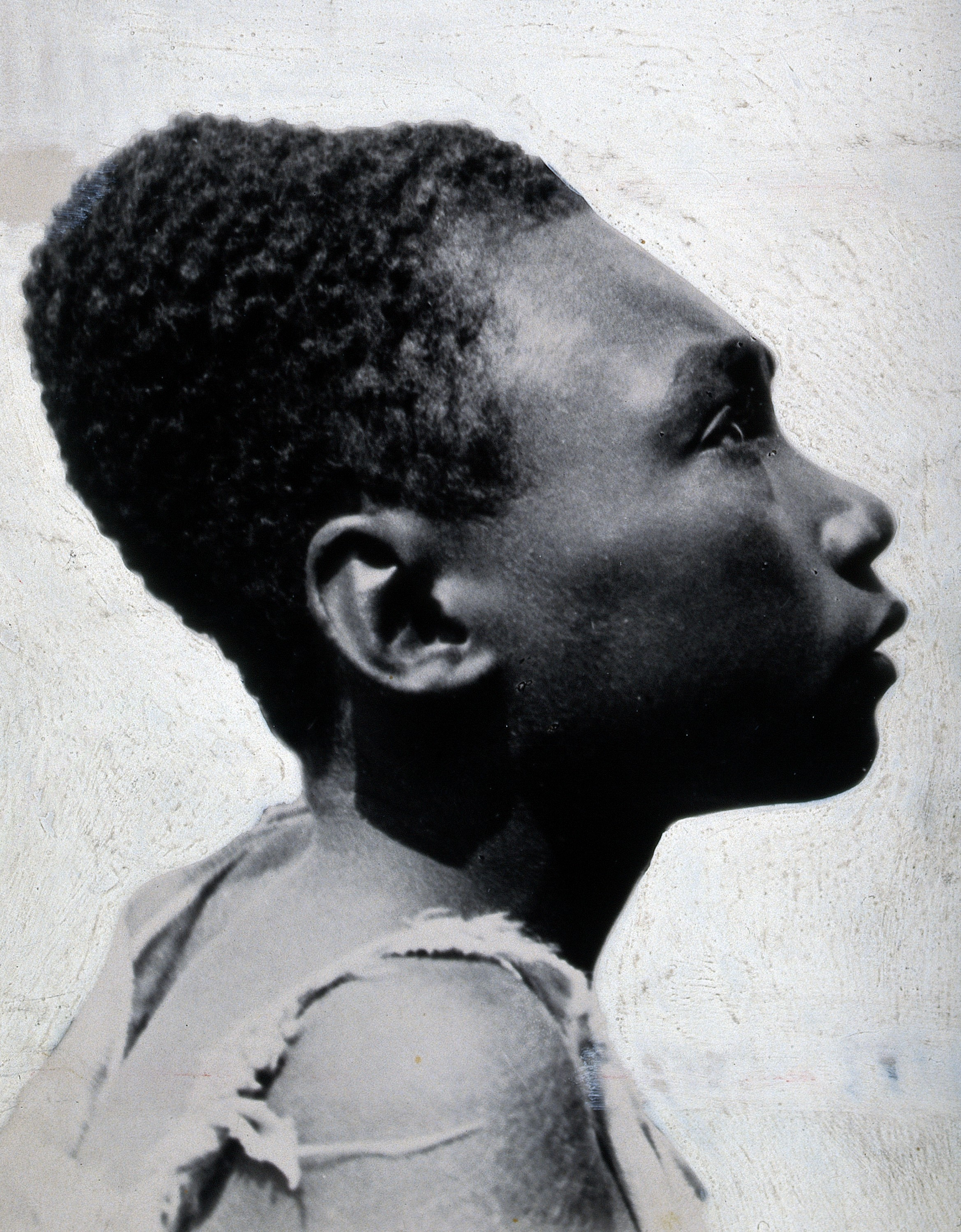
Мужчина с деформированным черепом. Остров Бугенвиль, Папуа — Новая Гвинея, около 1919 г.

## Методы и типы

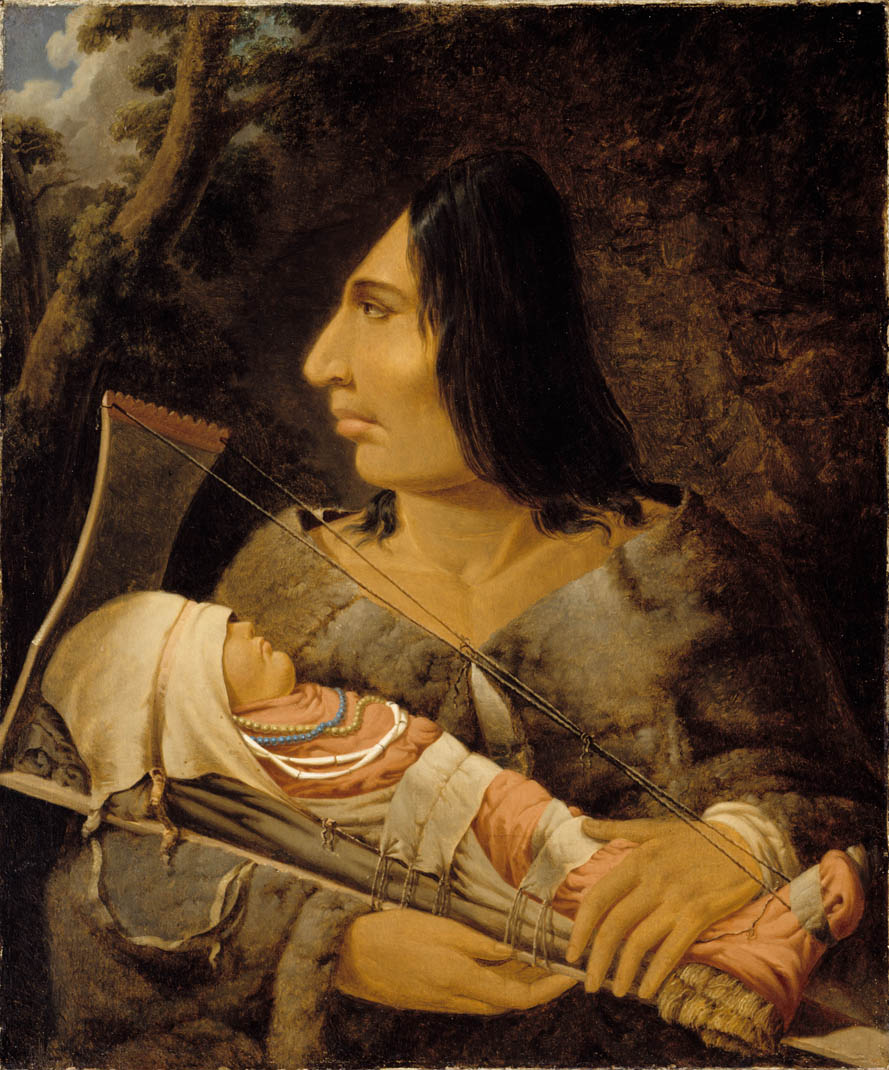
Пол Кейн. Женщина племени чинуков с ребенком. 1848-1852 гг.

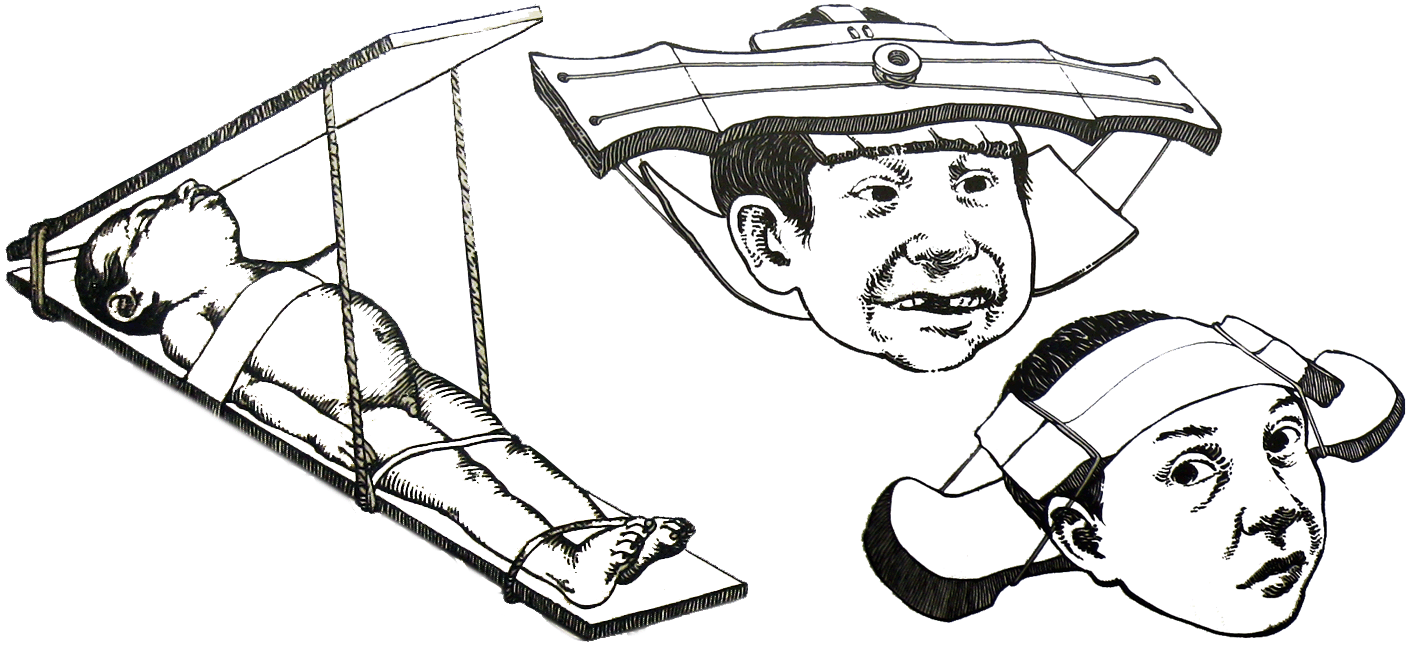
Методы изменения формы головы у майя

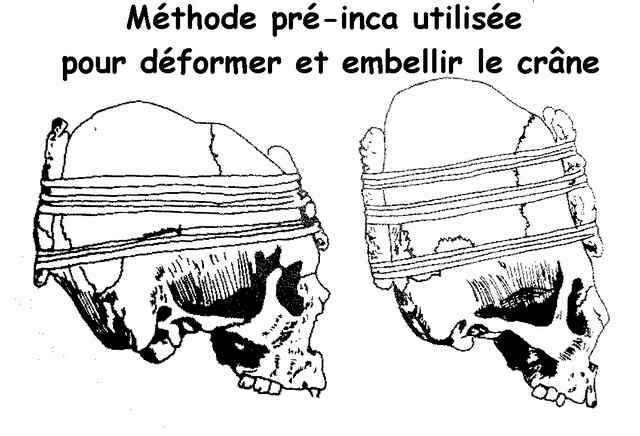
Метод деформации черепа в доинкской культуре

Деформация, как правило, начинается сразу после рождения и длится в течение последующей пары лет, пока не будет достигнута желаемая форма или ребенок отказывается от аппарата. Возможность деформации обусловлена тем, что голова у новорожденных состоит из отдельных несросшихся костей, на ней существуют швы и роднички, и при механическом воздействии на голову её форма может поменяться. У взрослого человека швы облитерированы, форма головы становится окончательной и она не изменяется.
Общепринятой системы классификации черепных деформаций нет, и многие учёные разработали свои собственные системы классификации.
Примером такой системы является система советского антрополога Е. В. Жирова, который для случаев, обнаруженных в Европе и Азии в 1940-х годах, классифицировал деформацию по распределению деформирующего давления относительно головы. Он описал 4 типа деформации: затылочную, лобно-затылочную, теменную, кольцевую (циркулярную). Затылочная деформация является непреднамеренной, она возникает из-за долгого лежания ребенка на спине, голова деформируется под действием собственной тяжести. Для получения лобно-затылочной деформации применяли фиксирование головы в колыбели дощечками, повязками или использовали двудощечный или аналогичный аппарат. Теменную деформацию получали с помощью дощечек, поверх которых помещали мешки с песком. Кольцевая деформация получается при помощи давящих повязок или плотно прилегающих чепчиков и шапочек. При этом по мере деформирования головы повязки перебинтовываются и постепенно перемещаются выше, в результате череп получает вид конуса. Чепчик или шапочка распределяют давление по всей голове, придавая ей цилиндрическую форму.

## Причины и теории
Мотивы, по которым изменяли форму черепа, различались в различные исторические эпохи и варьировались от эстетических предпочтений до псевдонаучных теорий о том, что мозг способен выполнять определённые типы мышления в зависимости от его формы:51.
По одной из современных теорий, черепная деформация, вероятнее всего, осуществлялась для обозначения принадлежности к группе или для демонстрации социального статуса, например элитарного. Такая мотивация, вероятно, играла ключевую роль в обществе майя, стремившихся получить форму черепа, которая является эстетически более приятной или обладает желаемыми атрибутами. Например, в нахай-говорящей части острова Томман и юго-западе острова Малекула, Австралазия считается, что человек с вытянутой головой умнее, имеет более высокий социальный статус, находится ближе к миру духов.
Сторонники теории палеоконтакта предполагают, что древние культуры создавали удлинённые черепа из подражания инопланетным пришельцам, которых они считали богами. К слову, отдельные СМИ иногда преподносят удлинённые черепа как черепа пришельцев или инопланетян.

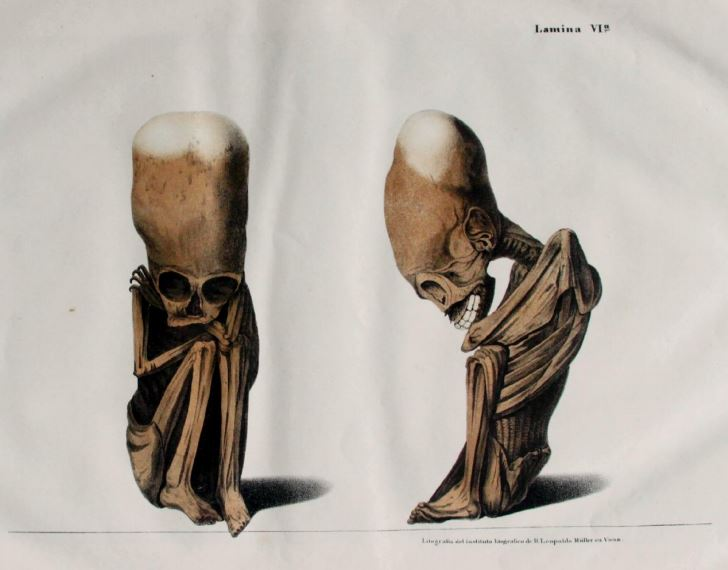
Плод с удлинённой головой

Исторически существовало множество различных теорий, объясняющих эти практики.
Так, существовала теория, что практика черепной деформации возникла из подражания тем группам популяции, в которых удлинённая форма головы была естественным явлением. Например, Риверо и Чуди описали мумию плода с удлинённым черепом, характеризуя его так:
...то же самое формирование [т. е. отсутствие следов искусственного давления] головы наблюдается у ещё не рожденных детей; у нас имеется убедительное доказательство этого факта в виде плода, заключённого в лоне мумии беременной женщины, которую мы нашли в пещере Huichay, в двух лигах от Тармы, и которая в настоящий момент находится в нашей коллекции. ... Плод принадлежит, исходя из очень чётко выраженной формы черепа, к племени Уанка. Мы представляем читателю рисунок этого убедительного и интересного доказательства в противовес сторонникам механического воздействия как единственной и исключительной причины френологического вида перуанской расы.
Грейвз в 1834 году писал в отношении черепов взрослых, которые он раскопал в окрестностях озера Титикака в Боливии в 1827 году:
Тщательное изучение этих черепов убедило меня, что их специфическая форма не могла быть вызвана искусственным давлением. С ним не согласуются большое удлинение лица и направление плоскости затылочной кости, и поэтому мы должны сделать вывод, что особенности формы вызваны естественными условиями. Если эта точка зрения является верной, отсюда следует, что эти черепа принадлежат к вымершей расе человечества, отличающейся от любой из ныне существующих...

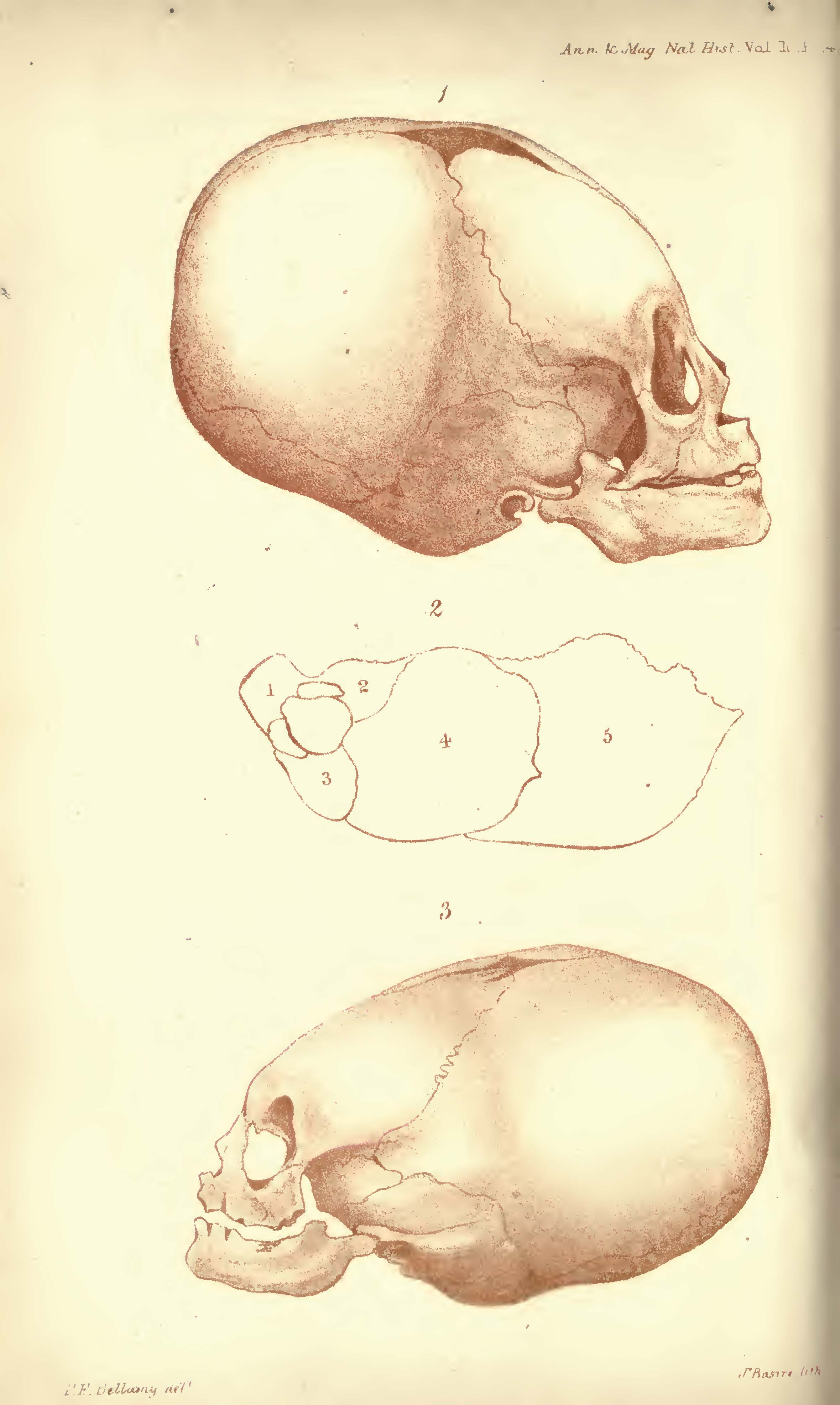
Литографии черепов, выполненные J. Basir

П. Ф. Беллами продолжает его вывод и делает аналогичное замечание о двух удлинённых черепах младенцев, которые были найдены и привезены в Англию «капитаном Бланклеем» (англ. Captain Blankley) и переданы в музей общества естественной истории в Девоне и Корнуолле в 1838 году. По словам Беллами, эти черепа принадлежали двум младенцам, женского и мужского пола, «один из которых был не более нескольких месяцев, а другой не мог быть старше одного года». Он пишет:
По общему виду этих черепов становится ясно, что они близки к черепам из Музея хирургического колледжа в Лондоне, обозначенных как происходящие из Титикаки. Традиционно считается, что эти черепа взрослых были искажены под действием давления, но д-р Грейвз, вопреки этому мнению, заявил, что “тщательное изучение этих черепов убедило меня, что их специфическая форма не могла быть вызвана искусственным давлением”. Чтобы подкрепить эту точку зрения, мы позволим себе отметить, что эти специфические особенности выражены у детей в той же мере, как и у взрослых, и даже больше у младшего, чем у старшего из двух образцов. Эта точка зрения существенно подкрепляется: большой относительной длиной больших костей черепа, направлением плоскости затылочной кости ..., отсутствием следов давления ..., и тем фактом, что не было найдено связанных с ними инструментов или механических приспособлений, способных создать такое изменение формы...
то есть, исходя из этих доводов, черепа были естественного происхождения.

## Последствия для здоровья
Специалисты не дают однозначного ответа на этот вопрос.
Исследования находок из Хорезма и Поволжья показали, что деформация черепа не приводит к серьезным нарушениям в организме человека, однако было отмечено изменение угла наклона турецкого седла, где находится гипофиз; это изменение иногда может вызывать легкую эпилепсию. Изучение образцов из Перу не выявило статистически значимых различий в объёме черепной коробки между искусственно деформированными и нормальными черепами.
Возможно, деформация головы влияла на характер или поведение человека, например, приводила к повышению агрессивности. Так, сарматы, которые широко практиковали деформацию головы, являлись военизированным народом, и эмпирические данные доказывают, что они были агрессивны.

## История изучения
Ранние письменные свидетельства
Первые письменные упоминания о деформации черепа обнаруживаются у античных авторов. Самое раннее относится к V—IV вв. до н. э., его приводит Гиппократ в тексте «О воздухе, водах и местностях», описывая народ длинноголовых, или макроцефалов, «живущих направо от летнего восхода солнца до озера Меотиды (прим. название Азовского моря)»:
Нет никакого другого народа, который имел бы подобную форму черепа. … они считают самыми благородными тех, у кого наиболее длинные головы. … лишь только родится ребенок, пока еще кости его мягки, неотвердевшую его головку выправляют руками и принуждают расти в длину посредством бандажей и других подходящих приспособлений, вследствие которых сферическая форма головы портится, а длина ее увеличивается.
Страбон в своей «Географии», описывая прикавказские племена, пишет о таких, которые «стараются так сделать, чтобы головы выглядели как можно длиннее и чтобы лбы выдавались вперёд над подбородком».
Греческий софист Зенобий, живший во II в. во времена императора Адриана, в собрании античных пословиц сообщает, что «сираки дают царский венец самому рослому или… имеющему самую длинную голову», что может указывать на деформацию головы.
Средневековые арабские учёные и путешественники также свидетельствуют об искусственной деформации. Аль-Бируни в X—XI вв. упоминал об обычае изменять форму головы у жителей Хорезма и Ферганы. Шамсуддин аль-Мукаддаси в X в. и Якут аль-Хамави в XII—XIII вв. в географическом словаре «Словарь стран» («Му’джам ал-булдан») также отмечают этот обычай в Хорезме. Когда аль-Мукаддаси задал вопрос хорезмийцам «почему ваши головы отличаются от голов других людей?», ему ответили: 
наши древние делали три вещи, которыми они одолевали жителей других стран. Одна из них - это то, что они делали набеги на тюрок и брали их в плен, поэтому у них сходство с тюрками и их не узнавали. Иногда они попадали к мусульманам, а их продавали в рабство. Тогда они велели женщинам, чтобы они, когда родят, привязывали мешки с песком с обеих сторон к головам детей, чтобы головы их уширялись, а после этого они не обращались в рабство...
Китайский учёный Сюаньцзан, путешествуя в 630-645 гг. по Восточному Туркестану, оставил наблюдения о том, что в государствах Куча и Кашгара головы детей после рождения деформировали при помощи деревянных дощечек.
Испанский миссионер Диего де Ланда в «Сообщении о делах в Юкатане» XVI в. подробно описывает практику деформации черепа, которую он наблюдал на американском континенте.
Научные работы XIX-XX вв.

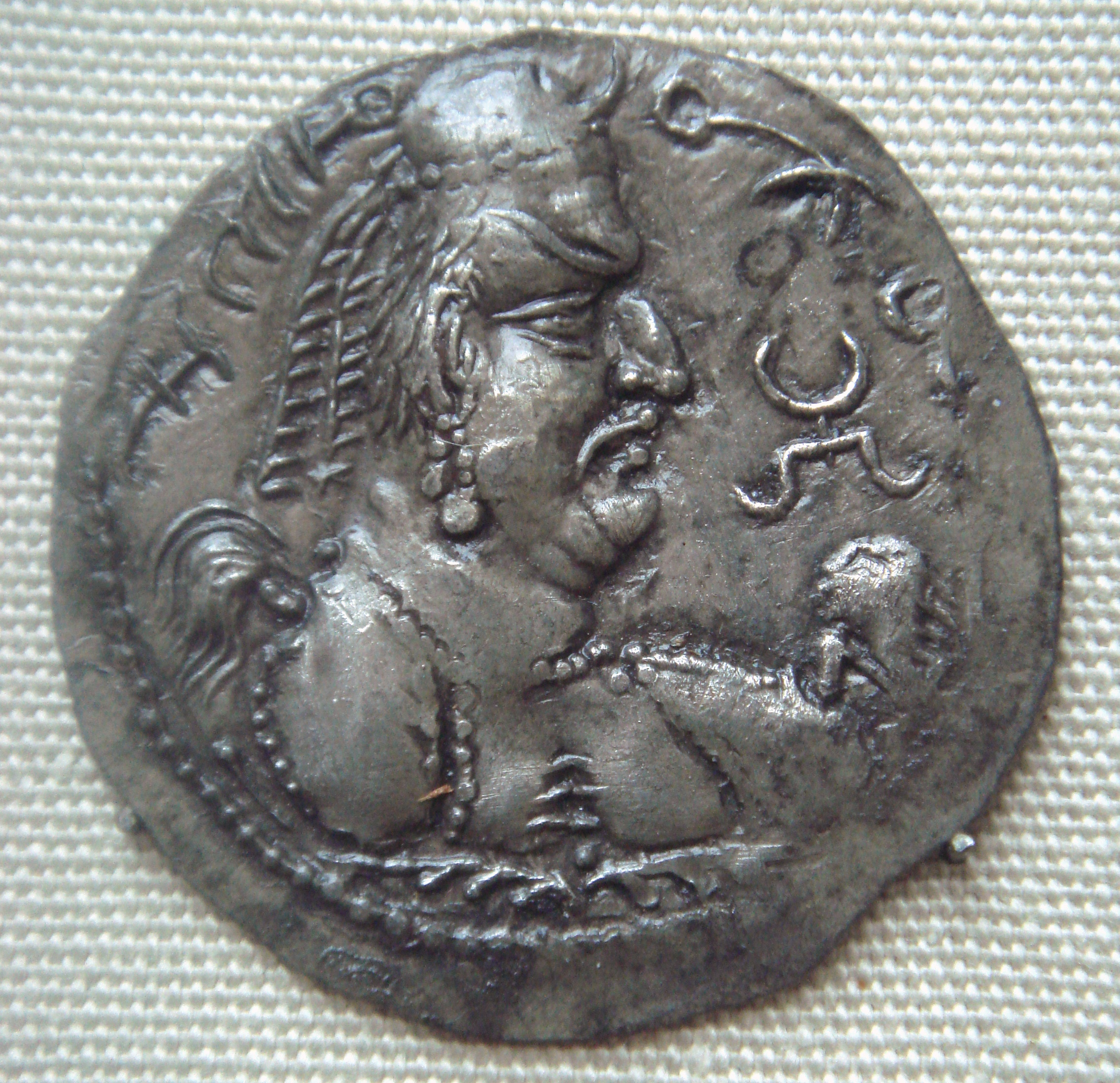
Эфталитская монета царя Лахана из Уддияны

По находкам деформированных черепов на территории России к первым исследованиям относится работа Д. Н. Анучина «О древних искусственно деформированных черепах, найденных в пределах России» (1887), в 1940 Е. В. Жиров в сводке «Об искусственной деформации головы» описал распространении этого обычая в Европе и Азии и выделил несколько типов деформации, следующая обстоятельная работа была опубликована в 1949 В. В. Гинзбургом и Е. В. Жировым.
Одной из первых научных работ, рассматривающей искусственную деформации черепа, является статья Уйфальви (Ujfalvy Ch. de. Memoire sur les Huns Blanks. L’Anthropologie. T. IX, NN.3-4, 1898, 392—395), опубликованная в 1898 году. В статье он изучал изображения эфталитских правителей на монетах и сделал вывод, что необычная форма головы у некоторых правителей вызвана искусственной деформацией.
Первые обобщающие работы появились в начале XX века: «Искусственная деформация черепа: вклад в изучение этнических изменений тела» («Artificial Cranial Deformation: A Contribution to the Study of Ethnic Mutilations») Эрика Дингуолла (1931) и «Преднамеренные деформации» Адольфо Дэмбо и Хосе Имбеллони (1938). В этих работах упоминались находки на всех континентах, а на карте распространения были отмечено большинство находок того времени. В 1978 году И. Кисели издал обобщающий труд о происхождении и распространении обычая в Евразии с VI в. до н. э. по VI в. н. э. Несколько обобщающих работ опубликовано в недавнее время, в частности — М. Б. Медниковой о распространения обычая на всем евразийском континенте.